# Fredrik Trolle
Fredrik Trolle, född 24 maj 1693, död 4 maj 1770 på Näs i Skåne, var en svensk lanthushållare och politiker.
Fredrik Trolle var son till den 1689 på svenska Riddarhuset introducerade danske ryttmästaren Arvid Trolle och Sofia Elisabet Augusta von Buchwald. I yngre år tjänstgjorde Trolle vid flottan och slutade sin militära bana som överstelöjtnant.
Genom sitt gifte ägare av en ansenlig förmögenhet förökade han den ytterligare genom klok hushållning, så att han till sist var en av Skånes rikaste godsägare. Med sin hustru Brita Ramel hade han en son och tre döttrar. 
Vid slutet av sin levnad förordnade han sina ärvda och förvärvade egendomar till fideikommisser: för äldste sonsonen Fredrik Trolle Näs, av honom benämnt Trollenäs, i Onsjö socken, jämte Fulltofta. För dottern Fredrika Vivika Bonde och hennes efterkommande Eriksholm, som kallades Trolleholm, och för dottern Hilda Birgitta Wachtmeister och hennes efterkommande Värpinge, som fick namnet förändrat till Trolleberg. Från sistnämnda ställe överflyttades dock 1830 fideikommissnaturen till Ljungby, sedermera kallat Trolle-Ljungby. Till dottern Sofia Elisabet Augusta Löwen och hennes efterkommande anslogs en summa penningar till inköp av något annat gods, som skulle vara i samma omfattning med de andras. Därför inlöstes 1808 Ludgonäs i Södermanland, vilket ställe efter fideikommisstiftaren erhöll namnet Trollesund. I sitt testamente förordnade han vidare, att varje fideikommissarie bland döttrarnas efterkommande skulle med sitt namn och vapen förena Trollefamiljens, samt att ingen fideikommissarie fick gifta sig med någon ofrälse. Bröts häremot, skulle godset vara förverkat och tillfalla Vadstena krigsmanshus. Så uppkom namnen Trolle-Bonde, Trolle-Löwen och Trolle-Wachtmeister. 
Fredrik Trolle hade han även en tanke på de torftiga. Av varje fideikommiss skulle sex fattiga med bättre uppfostran njuta underhåll, vilket nådebröd var så rundligt tilltaget, att man funnit att ett dubbelt så stort antal därmed skulle kunna hjälpas.
Sonsonen Fredrik Trolle drunknade 1775, blott 19 år gammal, tillsammans med två systrar, Brita Sofia och Elisabeth Augusta Trolle, och en moster Fredrika Harmens, vid ett besök hos släktingarna Stjernblad på Torups slott, och det blev i stället hans yngre bror Arvid Trolle, sedermera hovmarskalk, som övertog gården 1794. 
Trolle deltog även flitigt i riksdagarna, och även här tillämpande sina sparsamhetsgrundsatser, fördes han i Mössornas läger. Tack vare sin duglighet och sitt moderata kynne var han en av dem, med vilka även motpartiet måste räkna, och han var 1740, 1742 och 1755 medlem av sekreta utskottet. Vid 1765–1766 års riksdag tillhörde han den då betydande bankodeputationen.

## Barn
1. Fredrika Vivika Trolle-Bonde (1721–1806), gift med riksrådet, greve Gustaf Bonde af Björnö.
2. Sofia Elisabet Augusta Trolle-Löwen (1722–1757), gift med generalmajoren, friherre Fabian Löwen.
3. Arvid Trolle, adjunkt i historia, kammarherre; gift med Liboria Magdalena Harmens.
4. Hilda Birgitta Trolle-Wachtmeister, gift med majoren, greve Carl Wachtmeister af Johannishus
5. Hans Trolle (född och död 1730)